# Astomella
Astomella är ett släkte av svampar. Astomella ingår i divisionen sporsäcksvampar och riket svampar.